# Lissandro
Lissandro Formica (ur. 2 października 2009 w Théding) – francuski piosenkarz. Zwycięzca 20. Konkursu Piosenki Eurowizji Junior (2022).

## Życiorys
Urodził się we francuskim departamencie Moselle i dorastał w Théding. W wieku pięciu lat jego ojciec zapoznał go z muzyką Elvisa Presleya, co rozbudziło w nim pasję muzyczną do tego stopnia, że w dzieciństwie ojciec nadał mu przezwisko Elvissandro. Śpiewa w pięciu językach, zajmuje się profesjonalnie dubbingiem kreskówek. Użycza swojego głosu postaci Rémiego w serialu animowanym Disco Dragon, emitowanym na antenie Okoo.
W 2020 wziął udział w przesłuchaniach do czwartej edycji programu The Voice Kids France. Po pierwszym etapie castingowym zakwalifikował się do kolejnej rundy, a – jako podopieczny Jenifer Bartoli – dotarł do finału. W grudniu 2022, reprezentując Francję z utworem „Oh Maman!”, zwyciężył w finale 20. Konkursu Piosenki Eurowizji Junior w Erywaniu.

## Dyskografia

### Minialbumy
- Oh Maman! (2023)

### Single
| Rok  | Tytuł          | Album |
| ---- | -------------- | ----- |
| 2022 | „Oh Maman!”    | –     |
| 2023 | „Feeling Good” | –     |

## Nagrody i nominacje
| Rok  | Konkurs/Program                            | Kategoria                                        | Rezultat | Źr.   |
| ---- | ------------------------------------------ | ------------------------------------------------ | -------- | ----- |
| 2022 | Konkurs Piosenki Eurowizji dla Dzieci 2022 | Finał 20. Konkursu Piosenki Eurowizji dla Dzieci | Wygrana  | [ 7 ] |